# انتون ماکارنکو (بازیکن فوتبال)
انتون ماکارنکو (اوکراینی: Антон Макаренко؛ زادهٔ ۲۲ اوت ۱۹۸۸) بازیکن فوتبال اهل اوکراین است.
از باشگاه‌هایی که در آن بازی کرده‌است می‌توان به باشگاه فوتبال کمنیتس، باشگاه فوتبال انرژی کوتبوس، و باشگاه فوتبال آگسبورگ اشاره کرد.
وی همچنین در تیم ملی فوتبال زیر ۲۱ سال اوکراین بازی کرده‌است.